# مقاطعة لا فيغا
مقاطعة لا فيغا (بالإسبانية: Provincia de La Vega)‏ هي محافظة في جمهورية الدومينيكان، بلغ عدد سكانها 394,205  نسمة وذلك حسب إحصائيات سنة 2010، عاصمتها لا فيغا، تبلغ مساحتها 2,292.4 كيلومتر مربع.